# Хабер, Маркус
Ма́ркус Уо́ррен Ха́бер (англ. Marcus Warren Haber; 11 января 1989, Ванкувер, Канада) — канадский футболист, нападающий таиландского клуба «Чонбури», выступающий на правах аренды за «Нонгбуа Питчая». Выступал за сборную Канады.

## Клубная карьера
Маркус начал профессиональную карьеру в «Ванкувер Уайткэпс» из своего родного города. 18 апреля 2009 года в матче против «Пуэрто-Рико Айлендерс» он забил свой первый гол за «Кэпс». В январе 2010 года Хабер перешёл в английский «Вест Бромвич Альбион», который в феврале того же года отдал его в краткосрочную одномесячную аренду в клуб Первой английской лиги «Эксетер Сити». 20 февраля 2010 года в матче против «Стокпорт Каунти» Маркус дебютировал за команду. В марте Хабер вернулся в «Вест Бромвич», но вскоре на правах аренды отправился на родину в родной «Ванкувер Уайткэпс» на два месяца.
После возвращения из Канады Хабер в третий раз за год отправился в аренду, его новой командой стал шотландский «Сент-Джонстон». 14 августа в матче против «Харт оф Мидлотиан» Маркус дебютировал в шотландской Премьер-лиге. 2 октября в поединке против «Хиберниана» он забил свой первый гол за новую команду.
Летом 2011 года после того, как у Маркуса закончился контракт с «Вест Бромвичем», он подписал соглашение сроком на один год с «Сент-Джонстоном». Несмотря на постоянное место в основе Хабер за следующий сезон смог забить всего два мяча и руководство шотландского клуба не стало продлевать соглашение.
В июле 2012 года Маркус подписал двухлетний контракт с английской командой «Стивенидж». 18 августа в матче против «Карлайл Юнайтед» он дебютировал за новый клуб. 9 сентября в поединке против «Ковентри Сити» Маркус забил свой первый гол за «Стивенидж». В 2013 году он на правах аренды три месяца отыграл за «Ноттс Каунти».
Летом 2014 года Хабер на правах свободного агента перешёл в «Кру Александра», подписав контракт на два года. 9 августа в матче против «Флитвуд Таун» он дебютировал за «Кру». 19 августа в поединке против «Рочдейла» Маркус сделал «дубль», забив свои первые голы за новую команду.
В 2016 году Хабер перешёл в «Данди», подписав контракт до конца сезона. 26 октября в матче против «Партик Тисл» он дебютировал за новую команду. 5 ноября в поединке против «Мотеруэлла» Маркус забил свой первый гол за «Данди». В начале 2017 года он продлил контракт на два года. В июле 2018 года Хабер отправился в аренду на один сезон в клуб Шотландского Чемпионшипа «Фалкирк». 1 января 2019 года Хабер и «Данди» расторгли контракт по обоюдному согласию сторон.
9 января 2019 года Хабер подписал контракт с клубом новообразованной Канадской премьер-лиги «Пасифик». 29 апреля он участвовал в инаугуральном матче клуба, соперником в котором был «Галифакс Уондерерс». 18 мая в матче против «Йорк 9» он забил свой первый гол за «Пасифик».
31 июля 2020 года Хабер подписал контракт с клубом «Кавалри». Дебютировал за «Кавалри» он 13 августа в матче стартового тура сезона 2020 против «Форджа». 15 августа в матче против «Валора» он забил свой первый гол за «Кавалри». По окончании сезона 2020 Хабер покинул «Кавалри».

## Международная карьера
8 октября 2010 года в товарищеском матче против сборной Украины Хабер дебютировал за сборную Канады, заменив во втором тайме Оливье Оксеана. 22 марта 2013 года в поединке против сборной Японии Маркус забил свой первый гол за национальную сборную.
В 2013 году Хабер попал в заявку сборной на участие в Золотом кубка КОНКАКАФ. На турнире он сыграл в матчах против сборных Мартиники, Мексики и Панамы.
В 2015 году Хабер попал в заявку сборной на участие в Золотом кубка КОНКАКАФ. На турнире он сыграл в матчах против сборных Коста-Рики, Ямайки и Сальвадора.

### Голы за сборную Канады
| #   | Дата           | Место                                | Противник  | Счёт | Результат | Соревнование      |
| --- | -------------- | ------------------------------------ | ---------- | ---- | --------- | ----------------- |
| 01. | 22 марта 2013  | Халифа, Доха, Катар                  | Япония     | 1:1  | 2:1       | Товарищеский матч |
| 02. | 27 марта 2015  | Локхарт Стэдиум, Форт-Лодердейл, США | Гватемала  | 0:1  | 0:1       | Товарищеский матч |
| 03. | 6 октября 2016 | Марракеш, Марракеш, Марокко          | Мавритания | 3:0  | 4:0       | Товарищеский матч |